# العزاف (المضاربة والعارة)

تعديل مصدري - تعديل

العزاف هي إحدى قرى عزلة العارة بمديرية المضاربة والعارة التابعة لمحافظة لحج، بلغ تعداد سكانها 53 نسمة حسب تعداد اليمن لعام 2004.